# Final Fantasy VIII
Final Fantasy VIII (Japans: ファイナルファンタジーVIII Fainaru Fantajī Eito) is een rollenspel van het Japanse Square (nu Square Enix) dat is uitgebracht in 1999 voor de Sony PlayStation. Een jaar later is het spel ook voor de PC uitgekomen.
Dit spel wordt samen met Final Fantasy VII en Final Fantasy IX als een van de meest revolutionaire RPG-games beschouwd voor deze tijd.
Final Fantasy VIII zette een aantal trends in de spellijn voort: van cartoonachtig naar realistisch (met name de realistischer geproportioneerde mensen), van middeleeuws naar futuristisch, en van luchtig naar serieus. De architectuur is voornamelijk gebaseerd op Europese gebouwen, wat het duidelijkst te zien is aan het op Parijs gebaseerde Deling City (compleet met een voor het verhaal belangrijke triomfboog).
De muziek is gecomponeerd door Nobuo Uematsu. Centraal staat de balade 'Eyes on Me', dat ook als nummer door de Chinese zangeres Faye Wong werd ingezongen en een grote hit in Hong Kong en Japan werd. Ook het openingsnummer 'Liberi Fatali' speelt een grote rol en werd gespeeld op de Olympische Zomerspelen van 2004 tijdens het gesynchroniseerd zwemmen voor vrouwen. 'Dance with the Balamb-Fish', de wals die tijdens de scene op het ruimtestation speelt, is een knipoog naar de film 2001: A Space Odyssey, waarbij An der schönen blauen Donau (eveneens een wals) als achtergrondmuziek tijdens twee scenes in de ruimte wordt gebruikt.

## Verhaal
Het moment dat de jonge militair-in-wording Squall Leonhart een veldexamen moet afleggen onder leiding van het Hoofd Cid Kramer om de belangrijke status SeeD te bereiken, is het begin van een episch avontuur voor de jonge held. Het leger van Galbadia heeft het stadje Dollet aangevallen om de enige zendmast van het Galbadia Continent te heractiveren. Het leger slaagt hierin, maar Squall weet - samen met zijn mede-studenten Zell en Selphie - Galbadia te laten terugtrekken. Teamleider Seifer besloot net daarvoor om zijn eigen weg te gaan tegen de orders in, en hierna zelfs zijn groep in de steek te laten. Dit valt niet in goede aard bij de militaire school Balamb Garden. Terwijl Squall en zijn twee mede-studenten tot SeeD worden benoemd, wordt Seifer gediskwalificeerd.
Tijdens het eindexamen-feest leert Squall de mooie Rinoa kennen. Later in het verhaal helpt hij haar, samen met teamleden Zell en Selphie, om de regio Timber te bevrijden van de bezetting van Galbadia. Deze missie brengt echter belangrijke gevolgen met zich mee. De president van Galbadia, die in Timber zijn eerste toespraak op live-televisie houdt, wordt gegijzeld door Seifer. Zijn oud-lerares Quistis is hem in opdracht van de directie van Balamb Garden gevolgd en roept het team van Squall op zo snel mogelijk te komen. Als ze in de studio arriveren verspreekt Zell zich door te zeggen dat ze allemaal van Garden zijn. Als reactie dreigt de president om alle Gardens aan te vallen als ze hem niet direct loslaten. De aankomst van de heks Edea maakt de chaos compleet als Seifer besluit met haar mee te gaan. De president weet met deze zet van Seifer te ontsnappen, en de rest van Balamb Garden besluiten kort daarop om de dichtstbijzijnde Garden te bezoeken: Galbadia Garden.
Hier krijgen ze te horen dat Balamb Garden niet verantwoordelijk wordt geacht voor Seifers daden. Zijn actie was geheel vrijwillig en zelf besloten, en hij is daarvoor door de Galbadianen ter dood gebracht. Maar nog belangrijker, het team van Squall - nu bestaande uit Zell, Selphie, Quistis én Rinoa - krijgt de opdracht van Cid en Martine, het Hoofd van Galbadia Garden, om de heks te vermoorden, nu zij tot ambassadeur van Galbadia is benoemd. Haar hoge status maakt haar namelijk een groot gevaar voor de gehele wereld. Het team van Squall wordt bijgestaan door sluipschutter Irvine.
De missie, die in Deling City tijdens een groot feest plaatsvindt, loopt teleurstellend af. De heks vermoordt de huidige president van Galbadia en benoemt zichzelf als de nieuwe leider. Ook Seifer blijkt in level en is nu haar ridder. Tot overmaat van ramp ontkomt ze aan de dood en wordt het team gevangengenomen. Gelukkig wordt Rinoa's borgsom betaald en weet zij even later de rest van het team te bevrijden. Niet lang daarna krijgen ze te horen dat de heks de oorlog heeft verklaard aan de Gardens en projectielen heeft gericht op Balamb en Trabia Garden. Het team besluit om de twee Gardens te waarschuwen, maar zijn al te laat om Trabia Garden te redden.
Om Balamb Garden te redden splitst het team zich in tweeën. De ene helft vertrekt naar de Garden om de directeur in te lichten. Het andere team gaat naar de militaire basis van Galbadia om de lancering van de projectielen tegen te houden. Terwijl het laatste team er helaas niet in slaagt om de projectielen tegen te houden, weet het andere team de schade te beperken door de Garden te laten 'vliegen'. Alle Gardens zijn namelijk oorspronkelijk vliegende machines geweest, afkomstig van een verdwenen beschaving. Maar dat 'vliegen' gaat niet gemakkelijk, het team moest naar de onderste kelder van de garden om de machine te activeren wat ook lukt.
Als het team van Squall Balamb Garden heeft gered, blijkt dat er iemand anders achter de plannen om Edea te vermoorden, dat is al goed duidelijk te merken voordat de machines zijn geactiveerd, op het moment dat Squall uit de gevangenis was ontsnapt heeft de 'Shumi' Master NORG de boel overgenomen en is Cid ondergedoken. (Het blijkt later dat Cid gewoon in zijn kantoor was, dat 'ondergedoken' was een leugen tegenover de vijand.)
Master NORG blijkt de opdracht voor de moordaanslag te hebben verzonden naar Galbadia Garden in de naam van Cid.
Squall krijgt een gedeelte van het ware verhaal te horen over Edea van Master Norg, namelijk dat zij eigenlijk Edea Kramer heet en getrouwd is met Cid! Sterker nog zij blijkt SeeD te hebben opgericht! NORG wilde op deze manier van Cid afkomen en zichzelf als beter alternatief als leider van de Garden presenteren; hij was al lange tijd in onmin met Cid omdat hij SeeD wilde gebruiken voor profijtelijke missies terwijl het Cids doel was de wereld te beschermen tegen machtsmisbruik en manipulatie door onder andere heksen. Nate zijn verslagen verpopt NORG zich.
Als de Garden na wat oefenen en reparaties eindelijk mobiel bestuurbaar is wordt het aangevallen door een andere vliegende Garden: Galbadia. Deze aanval staat onder leiding van de heks en haar ridder Seifer (het voormalige hoofd Martine is afgezet en leeft nu een teruggetrokken bestaan). Het voltallige team weet de aanval tegen te houden en de heks te verslaan. Maar niet zonder gevolgen. Rinoa raakt namelijk in een coma.
In de tussentijd tussen het vliegen van Balamb Garden en de aanval op Edea in Galbadia Garden, wordt vrijwel het volledige verhaal verteld over Edea of 'Matron', haar koosnaam. Ze heeft Squall, Zell, Selphie, Quistis, Irvine en Seifer opgevoed! Ze waren namelijk allemaal weeskinderen wiens ouders in een grote oorlog tussen Eshtar en Galbadia waren omgekomen, en Edea vond ze en heeft ze onder haar hoede genomen. Alleen Irvine herinnert het zich nog, omdat de G.F. die ze nodig hebben om de heks te verslaan sterk geheugenverlies veroorzaken en hij gebruikte ze niet voordat hij bij de groep kwam. De rest wel allemaal voor hun 13de, dus zij hebben daar erg veel last van gehad waardoor ze dit gegeven volledig vergaten.
Edea, die nu weer zichzelf is, bleek al die tijd bezeten te zijn geweest door een heks uit de toekomst genaamd Ultimecia en vertelt Squall dat er in Esthar een manier moet zijn om Rinoa te redden. Ze vertelt daarnaast ook het restant van haar achtergrond samen met Cid. Hij beluist daarom om naar het geheimzinnige Esthar te reizen. Esthar is namelijk een regio die al lange tijd niet communiceert met de rest van de wereld. Squall wordt al snel vergezeld door de rest van zijn team. Samen weten ze de stad Esthar binnen te komen en leren dat er bij het ruimtestation een manier moet zijn om Rinoa te helpen. En daarom vertrekken Squall, de slapende Rinoa en een character naar keuze van de speler via spaceshuttles naar het ruimtestation van Esthar.
Intussen is er een inval in Esthar ontstaan die wordt georganiseerd door Seifer en de heks uit te toekomst. Zell moet in Esthar samen met 2 anderen proberen om in "Lunatic Panora" te komen waar Seifer en zijn kameraden zich schuilhouden, maar - ondanks ze het lukt om binnen te komen - lukt ze het niet om bij Seifer te komen.
Rinoa blijkt echter bezeten te zijn van de heks uit de toekomst en vertrekt de lege ruimte in. Squall wil haar redden en gaat haar achterna. Hij weet haar dan ook te redden, maar niet voordat de dan-nog-bezeten Rinoa een andere heks weet te bevrijden. Deze gevaarlijke heks, oorspronkelijk de leider van Esthar, Adel genaamd, is namelijk al jaren opgesloten geweest in de ruimte. Maar samen met de monsters van de Maan keert ze terug op de planeet. Het is namelijk Ultimecia haar bedoeling bezit te nemen van Adel, na haar de machtigste en gevaarlijkste heks ooit. Bovendien wil ze verleden, heden en toekomst beheersen en de tijd samenpersen. Rinoa en Squall vinden - geluk bij een ongeluk - een ruimteschip genaamd Ragnarok die ze even later weten te besturen. Hier vertelt Rinoa aan Squall dat ze ook een heks is en uiteindelijk ook zijn vijand zal zijn. Ze besluit daarom om zichzelf op te sluiten zodra ze op de planeet landen.
Maar Squall kan niet zonder Rinoa en bevrijdt haar uit haar gevangenis. Niet lang daarna belooft hij haar dat hij haar altijd zal beschermen. Hij zal haar 'ridder' zijn. En met die belofte besluit Squall om eens en voor altijd een einde te maken aan de slechte bedoelingen van de heks uit de toekomst. Met behulp van Ellone wordt de tijd 'samengeperst' zodat ze door de tijd kunnen reizen en de heks kunnen verslaan. Ze slagen hier in, maar raken daarmee onbedoeld verdwaald in de tijd zelf.
Squall heeft nog één taak: hij begeleidt de stervende Ultimecia naar het weeshuis in het verleden waar ze haar heksenkracht aan Edea kan geven alvorens te sterven. Hierna kan hij zijn vrienden niet vinden in de samengeperste tijd en wordt helemaal moedeloos als hij ze niet eens meer goed kan herinneren. Vooral zijn herinneringen aan Rinoa is hij kwijt en wanneer hij het mogelijk acht dat hij haar nooit heeft kunnen redden in de ruimte is de chaos compleet. Vol verdriet geeft hij de moed op en zien we hem ineenzakken. Ondertussen zoekt Rinoa naar Squall en vindt hem uiteindelijk dood. Huilend neemt ze hem in haar nemen, wat een magische kracht met zich meebrengt. Haar liefde en krachten zorgen ervoor dat Squall weer tot leven wordt gewekt.
De tijd wordt weer hersteld en alles komt uiteindelijk goed. De groep viert de goede afloop in Balamb Garden, waarbij ook de herenigde Cid en Edea Kramer aanwezig zijn, Zell eindelijk alle hotdogs kan eten die hij maar wil en bijna stikt, en Squall en Rinoa elkaar kussen. Seifer en zijn maten, die het ook overleefd hebben, vissen in de haven van Balamb en Seifer lacht als hij de Garden voorbij ziet vliegen, een teken dat hij zijn rancune opzij heeft gezet.
Op sommige delen in het spel valt de hoofpersoon in slaap en komt die in Laguna's Dream World. Dan bestuur de speler de figuren Laguna, Kiros en Ward. Zo volgt het spel 2 verhaallijnen. 
Het plot bevat meerdere tijdlussen die in elkaar grijpen:
- Edea (al heks vanaf jonge leeftijd) ontvangt haar krachten van de stervende Ultimecia die door Squall uit de tijd wordt teruggebracht nadat hij haar verslagen heeft. Ze ontvangt de krachten vrijwillig uit angst dat Ultimecia deze anders aan een van de meisjes in het weeshuis geeft, en wordt hierdoor ontvankelijk voor de manipulaties van de Ultimecia in de toekomst. Squall noemt hierbij SeeD wat Edea op het idee brengt samen met haar man Cid SeeD te creëren als bescherming voor het geval dat zij of een andere tovenares een gevaar zou vormen. Edea en Cid gingen hierom uit elkaar; Edea trainde haar witte SeeDs op een schip en Cid trainde zijn eigen SeeDs en gebruikte hiervoor in samenwerking met Norg de Garden. Edea wordt bezeten door Ultimecia uit de toekomst, SeeD verslaat onder Squalls leiding Ultimecia, Squall brengt de stervende Ultimecia naar Edea in het verleden, en zo is de cirkel rond.
- Ultimecia onthult in haar haatspeech in Deling City de reden voor haar vijandigheid: de heksenvervolgingen. Heksen waren echter voorheen zeer gerespecteerd. Aangezien ze uit de toekomst komt is het mogelijk dat ze zelf de aanzet tot die haat heeft gegeven waardoor ze tot vijandigheid tegen de wereld werd gedreven. De inwoners van Eshtar zijn echter reeds zeer beducht voor heksen wegens hun onderdrukking door Adel; Rinoa wordt wanneer ze heksenkracht blijkt te hebben, door de Eshtari als gevaar gezien en zonder pardon vastgezet.
- Ellone stuurt Squall, Zell en Selphie terug in de tijd om bezit te nemen van Laguna en zijn twee strijdmakkers. Hierdoor zorgt ze dat ze zelf als klein meisje gered wordt uit de klauwen van de heks Adel en zij daardoor als volwassene Squall, Zell en Selphie terug in de tijd kan sturen.

## Gameplay
De gameplay van Final Fantasy VIII wijkt op een aantal punten af van de voorgaande delen.
Het spel maakt gebruik van het Junction systeem. Voordat men van dat systeem gebruik kan maken moet de speler een Guardian Force (GF) aan het wapen van het karakter toedelen. Een GF is feitelijk hetzelfde als een 'esper' of 'summoning spirit' uit de eerdere delen, maar heeft hier een uitgebreidere functie dan slechts het oproepen van een magische aanval. Een GF geeft tevens een bonus aan het wapen wanneer deze is toegekend. Voorbeelden van GF's zijn Shiva, Ifrit en Quetzalcoatl. GFs hebben ook HP en kunnen derhalve ook beschadigd raken of sterven waardoor de speler ze niet meer kan gebruiken (en zij hebben speciale items voor genezing die de speler moet kopen). GFs kunnen vaardigheden leren die de speler van dienst zijn zoals meer statistieken die men aan magie kan koppelen, bonussen, etc.
Wanneer een GF is toegekend kan men magie koppelen aan statistieken, wat met het werkwoord 'junctioning' wordt aangeduid. Magie kan men echter niet leren of kopen zoals in de eerdere Final Fantasy delen, maar moet uit vijanden worden 'getrokken' ('Draw'). Per vijand kan met 1-10 spreuken 'trekken', die men op kan sparen. Hoe hoger het aantal spreuken in voorraad dat men aan een statistiek koppelt, hoe hoger de bonus. Men kan een spreuk bij het trekken ook direct gebruiken. Verder is de bonus op de statistiek afhankelijk van het soort statistiek en de spreuk.
Hierdoor maakt Final Fantasy VIII geen gebruik van harnassen, helmen en schilden om de statistieken te verhogen; dat geschiedt door ze aan magische spreuken te koppelen. Ook heeft ieder karakter maar een wapen dat kan worden verbeterd door koppeling aan een GF of door het in een winkel tegen betaling te laten verbeteren. Magic points kent het spel eveneens niet; de mogelijkheid tot magiegebruik is afhankelijk van het aantal spreuken in voorraad. Uiteraard betekent het gebruik van magie die gekoppeld is aan een statistiek, dat deze statistiek (bijvoorbeeld kracht) met ieder gebruik verzwakt.
Evenals in andere delen kan men ervaring (EXP) opdoen door het verslaan van monsters. Men wint bij iedere 1000 EXP een level, wat betekent dat de toename lineair is en niet zoals bij andere delen exponentieel. Verder worden, wanneer de speler hogere levels bereikt, ook de vijanden en eindbazen sterker: hun HP is hoger en ze kennen gevaarlijker spreuken. Daar staat tegenover dat er ook betere magie uit ze kan worden getrokken.
Geld kan niet meer verdiend worden met het doden van vijanden. In plaats daarvan ontvangt de hoofdpersoon Squall als werknemer van SeeD iedere ongeveer 25,000 stappen een salaris, afhankelijk van de SeeD rang. Deze kan door het goed uitvoeren van missies en opdrachten verhoogd worden, zodat ook het salaris stijgt. Ook kan men examen doen: na ieder geslaagd examen wordt de speler één rang gepromoveerd. Daar staat tegenover dat het maken van veel fouten bij een opdracht, er te lang over doen, of deze slordig afwerken, kan leiden tot verlaging van de rang. Ook wanneer men te lang geen gevechten wint, daalt de rang.
Op dit afwijkende systeem bestond enige kritiek van spelers. Vooral het telkens gevechten aan moeten gaan om spreuken te 'trekken' werd als eentonig ervaren. Bovendien beperkte het systeem de gevechtsstrategie, omdat met name voor sterkere en zeldzamere spreuken als Ultima, Full-Life, Full-Cure en Meteor het veel aantrekkelijker werd ze te junctionen dan ze te gebruiken. Veel spelers hadden ook aanvankelijk niet volledig door hoe het 'junction' systeem werkte waardoor ze met erg zwakke karakters kwamen te zitten.

## Speelbare Personages
| Naam                                  | Leeftijd | Lengte | Geboortedatum | Beroep                                                     | Wapen                     |
| ------------------------------------- | -------- | ------ | ------------- | ---------------------------------------------------------- | ------------------------- |
| Squall Leonhart                       | 17       | 1,77 m | 13 augustus   | Student aan Balamb Garden, later SeeD                      | Gunblade                  |
| Rinoa Heartilly                       | 17       | 1,58 m | 3 maart       | Verzetsleider                                              | Blaster Edge              |
| Quistis Trepe                         | 18       | 1,70 m | 4 oktober     | Instructrice van Balamb Garden                             | Zweep                     |
| Zell Dincht                           | 17       | 1,65 m | 17 maart      | Student aan Balamb Garden, later SeeD                      | Vuisten, boksbeugels      |
| Irvine Kinneas                        | 17       | 1,80 m | 24 november   | Galbadia Garden Student                                    | Geweer                    |
| Selphie Tilmitt                       | 17       | 1,65 m | 16 juli       | Student aan Trabia Garden, later SeeD                      | Nunchaku                  |
| Seifer Almasy (speelbaar in Dollet)   | 18       | 1,85 m | 22 december   | Student aan Balamb Garden                                  | Gunblade                  |
| Laguna Loire                          | 27       | 1,83 m | 3 januari     | Galbadia Soldaat, later president van Esthar               | Machinepistool            |
| Ward Zaback                           | 25       | 1,75 m | 25 februari   | Galbadia Soldaat, later adviseur van de president          | Harpoen                   |
| Kiros Seagul                          | 23       | 1,93 m | 6 juli        | Galbadia Soldaat, later adviseur van de president          | Katals                    |
| Edea Kramer (speelbaar bij Salt Lake) | Onbekend | 1,65 m | Onbekend      | Heks, adviseur van President Deling, heerser over Galbadia | Geen (sorceress krachten) |

## Triple Triad
Triple Triad is een kaartspel dat gepeeld kan worden binnen Final Fantasy VIII. De speler heeft een eigen verzameling kaarten en bijna elk personage in het spel kan de speler uitdagen tot een spelletje.
Het kaartspel staat volledig los van de verhaallijn maar als de speler goed speelt en sterke kaarten verzamelt, kunnen die toch nuttig blijken. Er is namelijk een commando dat kaarten kan omzetten in items die de speler kunnen helpen in het spelverloop.
Triple Triad is vrij moeilijk en er zijn veel mogelijke regels die elk spel anders maken, bovendien kent elk gebied in de wereld van Final Fantasy VIII zijn eigen regels en door te reizen kan de speler regels verspreiden door de wereld.
Een Japans bedrijf heeft ooit de 110 kaarten uit het spel (samen met 72 andere) in het echt laten drukken. Ze werden echter enkel in Japan verkocht en de productie werd stopgezet.

## Trivia
- Het spel is opgenomen in het boek 1001 Video Games You Must Play Before You Die van Tony Mott.
- De verwachtingen na Final Fantasy VII waren hoog, waardoor het moeilijk was hieraan te voldoen. Het spel werd toch zeer goed ontvangen. Desondanks waren er kritiekpunten:
  - Er was kritiek op het magiesysteem; vooral het trekken van spreuken werd eentonig gevonden;
  - Door de moderne en soms zelfs futuristische setting vonden sommige dat het fantasy-element verloren ging;
  - In een scene plaagt Rinoa Squall waarna deze naar haar uithaalt (en mist). Ontwerper Yoshinori Kitase heeft later toegegeven spijt van deze scene te hebben, omdat het nooit acceptabel is dat een man een vrouw slaat.
  - Verder bevat het spel een aantal inconsistenties:
    - De maan speelt een belangrijke rol. Deze staat zo dicht bij de planeet dat deze ook overdag zeer prominent aanwezig en zichtbaar is. Hierdoor kunnen monsters tijdens de 'Lunar Cry' van de maan naar de planeet vallen. Een maan die zo dicht bij de planeet staat zou echter grote kans lopen door de zwaartekracht uiteen te worden getrokken, en zou in ieder geval op de planeet extreme getijden, aardbevingen en vulkaanuitbarstingen veroorzaken.[1]
    - In de ruimte klinkt geluid, hetgeen niet mogelijk is aangezien de ruimte een vacuüm is.
    - De Galbadianen bezetten de zendmast van Dollet om voor het eerst in 17 jaar een wereldwijde tv-boodschap uit te zenden omdat slechts deze zendmast daar krachtig genoeg voor is. Als er echter de 17 jaar daarvoor geen gebruik werd gemaakt van televisie- en radiogolven voor communicatie dan is het niet waarschijnlijk dat veel mensen nog apparatuur hebben om deze boodschap te kunnen ontvangen.
- Squall was gemodelleerd naar de in 1993 overleden Amerikaanse acteur River Phoenix.